# Karl Julius Beloch
Karl Julius Beloch, född 21 januari 1854 i Petschkendorf, Schlesien, död 1 februari 1929 i Rom, var en tysk historiker, verksam i Italien.
Beloch var professor i antikens historia vid universitetet La Sapienza i Rom 1879-1912 samt 1913-18 och i Leipzig 1912-13. Bland Belochs skrifter, som präglas av en extremt deterministisk och kollektivistisk historieuppfattning, grundlig lärdom, radikal skepsis och ett ofta utmanande framställningssätt, märks Die Bevölkerung der griechisch-römischen Welt (1886), Griechische Geschichte (1893-1904, 2:a upplagan 1912-27) samt Römische Geschichte bis zum Beginn der punischen Kriege (1926). Hans självbiografi publicerades i Geschichtswissenschaft der Gegenwart in Selbstdarstellungen (1926).